# Pola Gojawiczyńska
Pola Gojawiczyńska, właśc. Apolonia Gojawiczyńska z Koźniewskich (ur. 1 kwietnia 1896 w Warszawie, zm. 29 marca 1963 tamże) – polska pisarka, działaczka niepodległościowa.

## Życiorys

### Młodość
Urodziła się w Warszawie w rodzinie rzemieślniczej. Była córką Anastazji z Krawczyków i Jana Koźniewskiego, stolarza, który prowadził warsztat przy ulicy Nowolipki. Uczyła się w szkole powszechnej, jednak w 1905 po strajku szkolnym została wydalona ze szkoły. Później pobierała naukę na kompletach, na pensji, wreszcie rozpoczęła kursy dla wychowawczyń w ochronce. 
W 1914 jej rodzina wyjechała do Rosji, a ona pozostała w Warszawie. Zdana sama na siebie rozpoczęła pracę jako wychowawczyni w przedszkolach miejskich, podwarszawskich ochronkach, bibliotekach i teatrzykach amatorskich.
Pierwsze wiersze napisała w Dworku Grochowskim, w którym po ewakuacji Rosjan z Warszawy w sierpniu 1915 uruchomiono jedną z pierwszych polskich szkół. Swoje pierwsze próby pisania wysłała do Gabrieli Zapolskiej i zyskała jej aprobatę.
W czasie I wojny światowej brała udział w pracy niepodległościowej i należała do Polskiej Organizacji Wojskowej. Jej pierwszym utworem była nowela Dwa fragmenty, za którą w 1915 otrzymała wyróżnienie czasopisma Echo Pragi. Powstał wtedy szkic noweli Dzieciństwo.

### Rozwój literacki

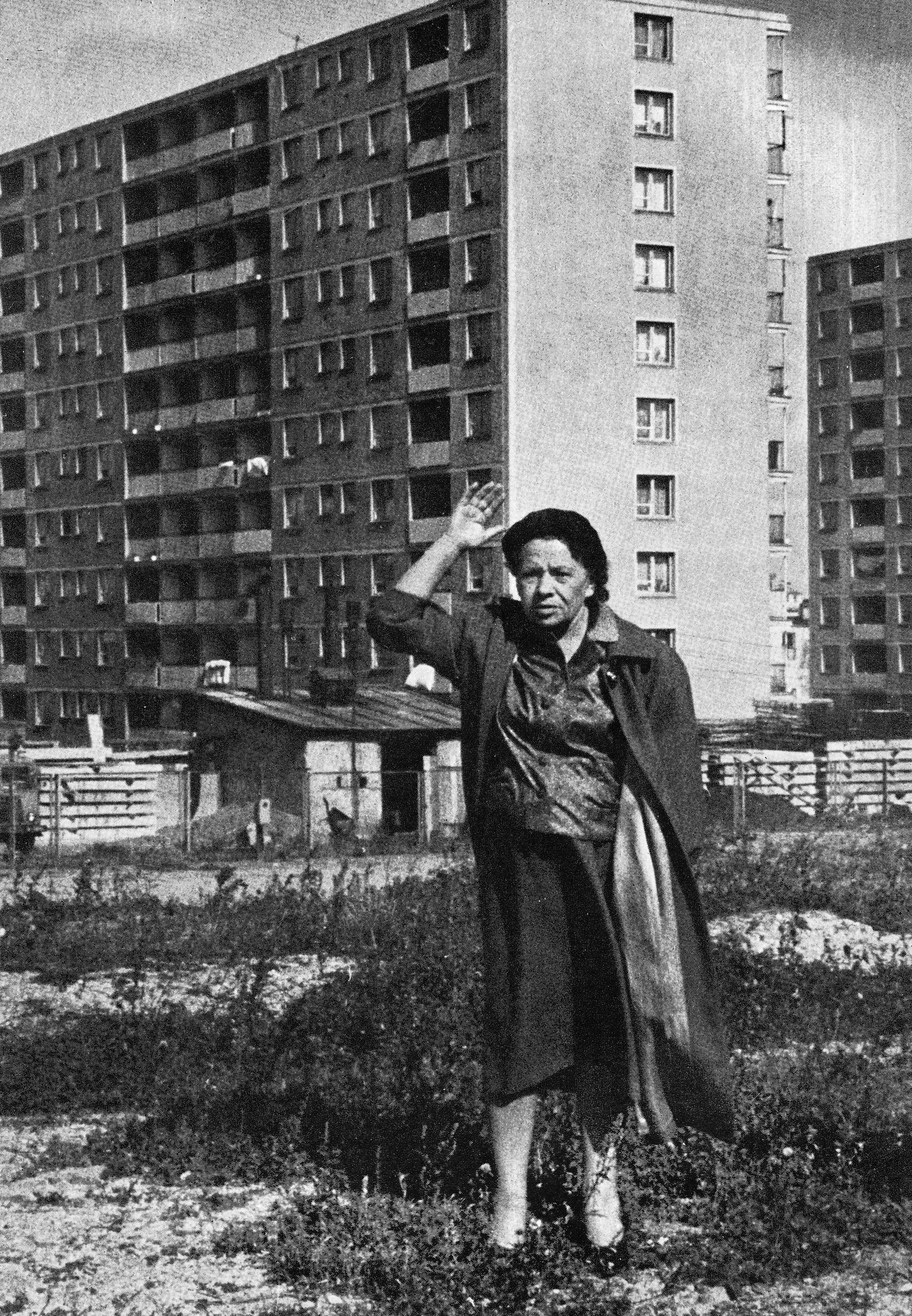
Pola Gojawiczyńska w miejscu dawnego więzienia kobiecego Serbia (1962)

W 1920 wyszła za mąż za Stanisława Gojawiczyńskiego, rok później urodziła córkę Wandę. Do 1926 mieszkała w Bielsku Podlaskim i pracowała w miejscowym starostwie. W latach 1925–1929 współpracowała z „Kurierem Warszawskim”.
W 1931 zamieszkała w Szarleju (obecnie dzielnica Piekar Śląskich, w których umieściła akcję powieści Ziemia Elżbiety). W tym czasie jej nowelę Dzieciństwo przeczytała Zofia Nałkowska i wystarała się dla niej o stypendium Funduszu Kultury Narodowej.
W 1932 wróciła do Warszawy zaczęła publikować następne utwory i współpracować z „Gazetą Polską” (1932–1934). Prozę i felietony publikowała też w czasopismach „Bluszcz” (1931–1933), „Kurier Poranny” (1931–1932, 1937–1939). W 1936 pisarka została członkiem władz oddziału Związku Zawodowego Literatów Polskich. W 1937 teatr wystawił jej sztukę Współczesne.

### II wojna światowa
7 stycznia 1943 została aresztowana w swoim warszawskim mieszkaniu przy Brzozowej 2/4 (przeprowadziła się tam z ul. Brzozowej 6/8 w 1937). Trafiła na oddział kobiecy Pawiaka, tzw. Serbię. Opisała to we wspomnieniach pod tytułem Krata (1945). Została zwolniona z więzienia 5 maja 1943 Po wyjściu z więzienia ukrywała się w domu Iwaszkiewiczów w Stawisku oraz u swojej przyjaciółki Marii Morozowicz-Szczepkowskiej w Milanówku. 

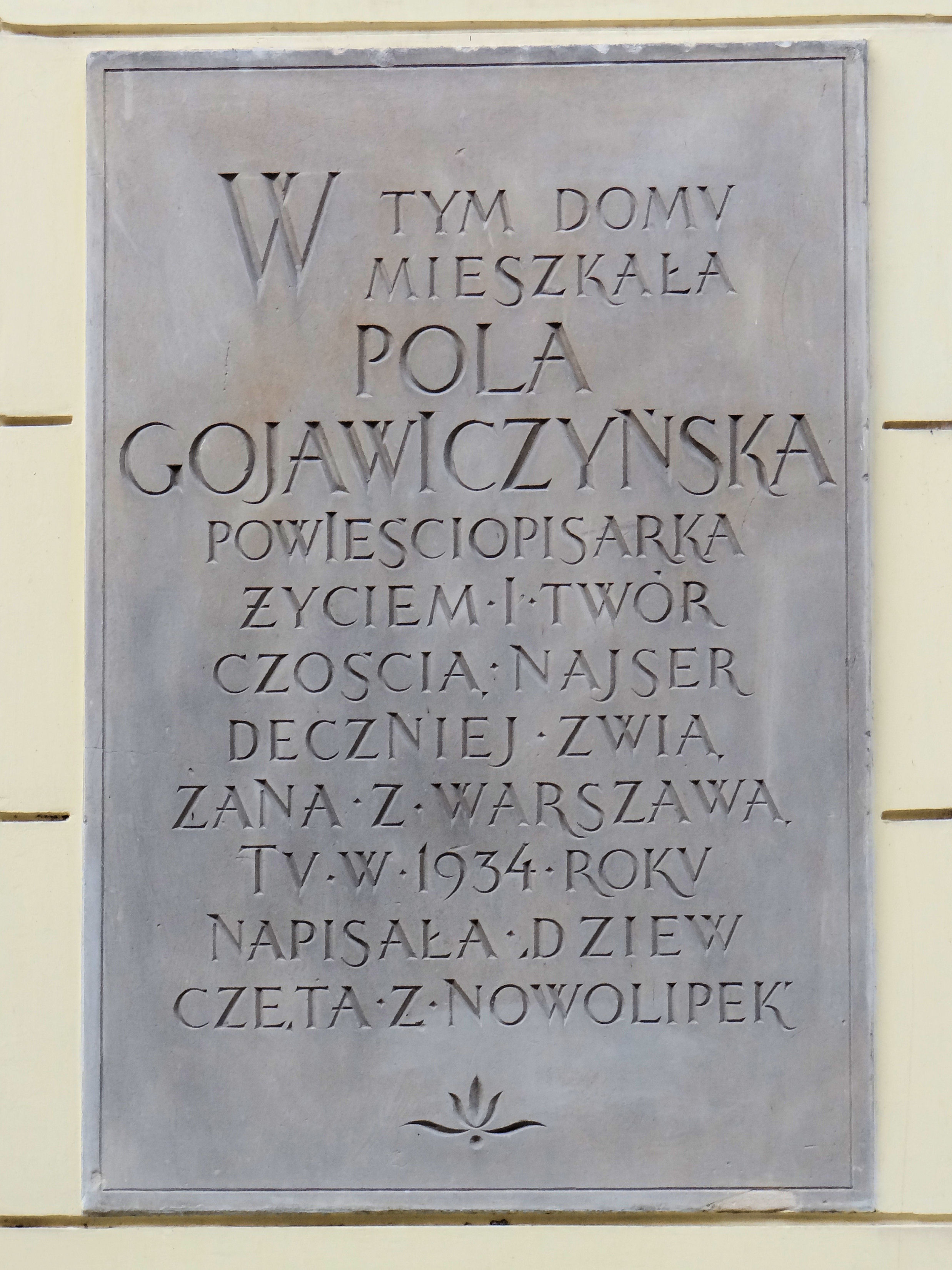
Tablica pamiątkowa na kamienicy przy ulicy Brzozowej 6/8 w Warszawie, gdzie mieszkała pisarka

### Po 1945
W 1945 zamieszkała w Łodzi, skąd w 1949 wróciła do Warszawy. Od 1962 była członkiem Ogólnopolskiego Komitetu Pokoju.
Zmarła w Warszawie. Pochowana na cmentarzu Powązkowskim (kwatera: Aleja Zasłużonych-1-127).

## Charakterystyka twórczości
Była jedną z najpopularniejszych pisarek okresu międzywojennego. Jej utwory zawierały wątki psychologiczne i społeczno-obyczajowe związane z awansem środowiska proletariackiego i drobnomieszczańskiego Warszawy i Górnego Śląska. Jej utwory Dziewczęta z Nowolipek i Rajska jabłoń posłużyły za podstawę do scenariusza filmów fabularnych. Ostatnia ekranizacja z 1985 roku ukazała się w reżyserii Barbary Sass.

## Ekranizacje

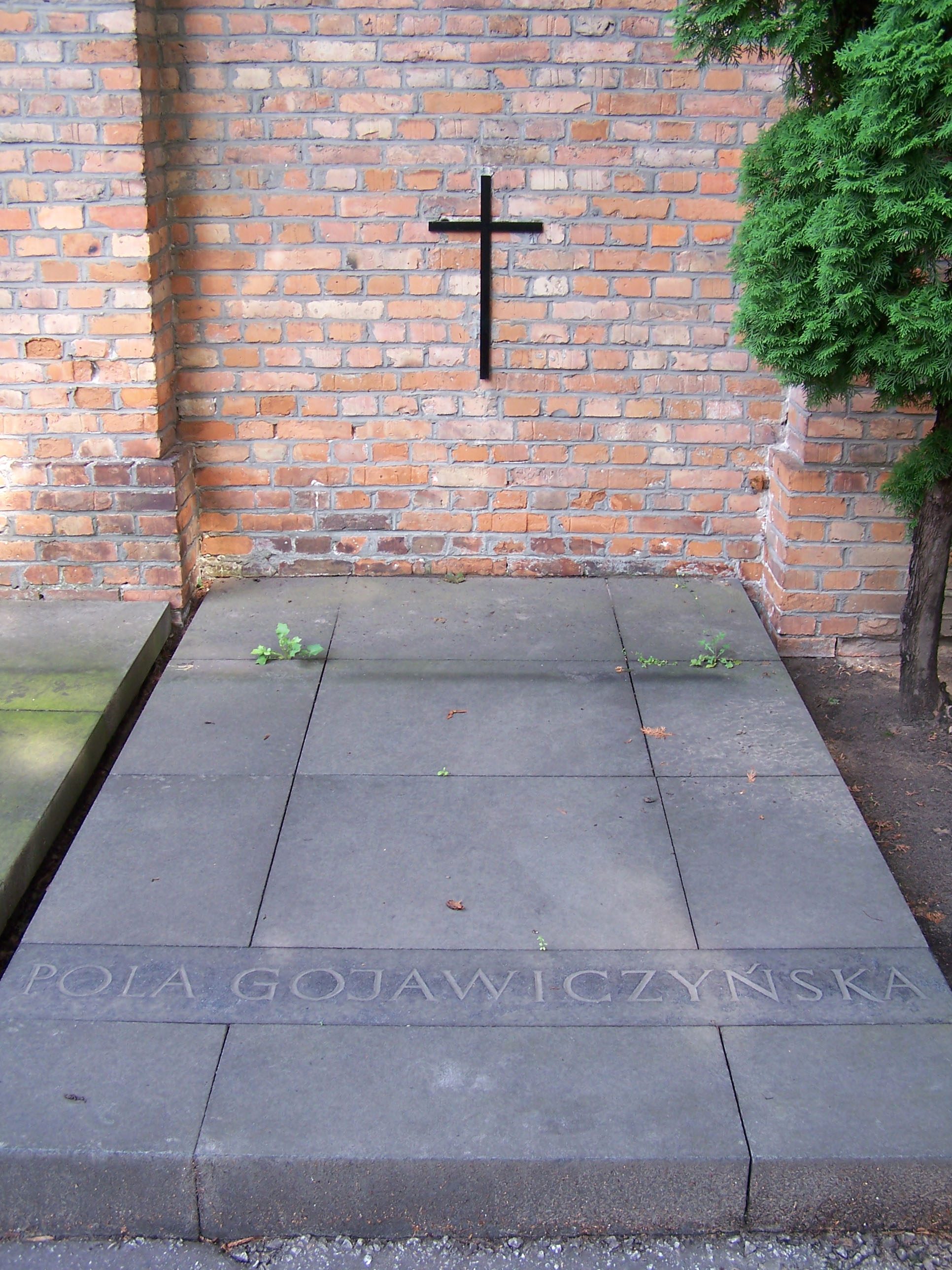
Grób Poli Gojawiczyńskiej na cmentarzu Powązkowskim w Warszawie

## Twórczość
- 1933 Powszedni dzień
- 1934 Ziemia Elżbiety
- 1935 Dziewczęta z Nowolipek
- 1936 Rozmowy z milczeniem
- 1937 Rajska jabłoń
- 1938 Dwoje ludzi
- 1938 Słupy ogniste
- 1945 Krata
- 1946 Stolica
- 1947 Dom na skarpie
- 1956 Miłość Gertrudy
- 1956 Opowiadania
- 1971 Z serca do serca: Utwory z lat 1916–1938 drukowane w czasopismach (zbiór opowiadań, felietonów i innych krótkich utworów pierwotnie drukowanych w czasopismach w latach 1916–1938)
- 1974 Szybko zapomniane: Utwory z lat 1945–1963 drukowane w czasopismach (zbiór opowiadań, felietonów i innych krótkich utworów pierwotnie drukowanych w czasopismach w latach 1945–1963)
- 2001 Święta rzeka (pierwotnie drukowana w odcinkach w „Kurierze Polskim” w 1939)

## Ordery i odznaczenia
- Order Sztandaru Pracy klasy I (22 lipca 1949)[12]
- Krzyż Komandorski Orderu Odrodzenia Polski (31 marca 1956)[13]
- Krzyż Oficerski Orderu Odrodzenia Polski (11 lipca 1955)[14]
- Złoty Krzyż Zasługi (10 listopada 1938)[15]
- Złoty Krzyż Zasługi (17 września 1946)[16]
- Medal za Warszawę 1939–1945 (17 stycznia 1946)[17]
- Medal 10-lecia Polski Ludowej (19 stycznia 1955)[18]
- Złota odznaka honorowa „Za Zasługi dla Warszawy” (1961)[19]

## Nagrody
- Nagroda miasta Warszawy (za całokształt twórczości)

## Upamiętnienie
- Tablica pamiątkowa na kamienicy przy ul. Brzozowej 6/8 w Warszawie, w której mieszkała Pola Gojawiczyńska, odsłonięta w kwietniu 1964[20].
- Imieniem Poli Gojawiczyńskiej nazwano ulice w: Gdańsku, Gdyni, Gliwicach, Kędzierzynie-Koźlu, Koninie, Legnicy, Lublinie, Mysłowicach, Łodzi, Piasecznie, Poznaniu, Radomiu, Rudzie Śląskiej, Szczecinie, Tarnowie, Warszawie (Żoliborzu) i Wieluniu.